# Katreus Linea
La Katreus Linea è una struttura geologica della superficie di Europa.